# 257 Pułk Piechoty (1920)
257 ochotniczy pułk piechoty (257 pp) – oddział piechoty Wojska Polskiego w II Rzeczypospolitej okresu wojny polsko-bolszewickiej.

## Formowanie i zmiany organizacyjne
257 ochotniczy pułk piechoty sformowany został w sierpniu 1920 przy batalionie zapasowym 57 pułku piechoty. Większość żołnierzy stanowili żołnierze byłej armii niemieckiej. Po krótkim przeszkoleniu pułk został przewieziony na front.

## Działania pułku na froncie
9 sierpnia pułk został przydzielony do 2 Armii broniącej środkowej Wisły. Po rozpoczęciu kontrofensywy znad Wieprza został skierowany do 15 Dywizji Piechoty. W jej szeregach walczył do czasu osiągnięcia granicy pruskiej. Rozformowany został w Kolnie, a żołnierzy wcielono do innych oddziałów 15 Dywizji Piechoty oraz do 159 pułku piechoty.